# 林忠一

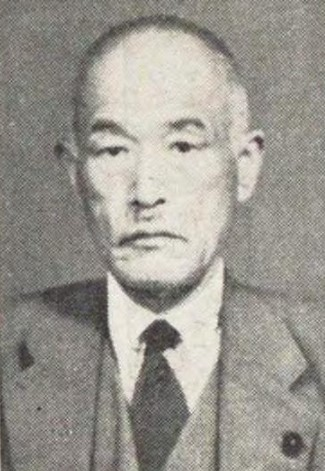
林忠一

林 忠一（はやし ただかず、1883年（明治16年）11月15日 - 1952年（昭和27年）12月23日）は、大正から昭和期の弁護士、政治家、華族。貴族院男爵議員。

## 経歴
旧上総国請西藩主家当主・林忠弘の長男として生まれる。
1910年（明治43年）7月、東京帝国大学法科大学法律学科（独法）を卒業。第10師団法官部理事を経て、1917年（大正6年）大阪地方裁判所所属弁護士となった。同年1月31日、前年の忠弘死去に伴い男爵を襲爵した。
1946年（昭和21年）5月11日、貴族院男爵議員補欠選挙で当選し、公正会に所属して活動し1947年（昭和22年）5月2日の貴族院廃止まで在任した。

## 栄典
- 1944年（昭和19年）12月1日 - 従四位[7]

## 親族
- 妻：マスノ（末広亀太郎三女）[1]
- 長男：忠昭[1]
- 養祖父・父の従兄弟：林忠崇（上総国請西藩第3代藩主）[1]